# Erling Stenvägg
Erling Stenvägg (norska: Steinvegg), död 1207, var en norsk hövding. Han påstod sig vara son till Magnus Erlingsson och bar järnbörd för att bevisa det. Erling blev vald av baglerna till kung. Det skedde i Viken 1204. Erling var ledare för baglernas anfall på Trondheim 1206 (det så kallade Blodbröllopet i Nidaros). Han fördrevs därefter till Bergen. Erling Stenvägg blev sjuk och dog i Tønsberg 1207. Upprorshövdingen Sigurd Ribbung påstod sig  vara son till Erling.
Sitt tillnamn skall han ha fått då han under sin flykt från Norge skall ha suttit fången på Visingsö, i "Steinveggen".